# Харківська соборна мечеть
Харківська соборна мечеть — головна мусульманська споруда міста, соборна мечеть міста Харків, яка була збудована у 1906 році, зруйнована у 1936 радянською владою і відновлена у 2006 році на тому ж місці.

## Історія

### Спорудження
Академік Дмитро Багалій, у своїй роботі «История г. Харькова за 250 лет его существования», згадує про мусульманську громаду міста, яка у 1866 році налічувала 38, а вже у 1897 році — 760 татар. Таке зростання було пов'язане, як вважають, з розквартируванням татаро-башкирського кінного загону у місті під час російсько-турецької війни.
Прохання про затвердження плану на будівництво «магометанської мечеті» від Харківської магометанської громади надійшло в будівельне відділення Харківського Правління 24 лютого 1906 року. У 1906 році на березі річки Лопань була побудована мечеть, відкриття якої відбулося у переддень священного місяця Рамадан. Першим муллою мечеті був Мухамед Рахим Алімович Узбяков, який також був імамом-мухтасибом всієї України. Більшість місцевих татар сповідували сунізм.

### Революційні роки
У роки Жовтневого перевороту споруда була експропрійована владою. У той час на її території був розташований тир. 18 липня 1922 року мусульманська громада уклала Договір з Радою робітничих і селянських депутатів у якому йшлося про прийняття на баланс громади «будинку, що знаходиться на вул. Ярославській № 31-33, де розміщується мечеть з усіма прибудовами: школа для викладання рідної мови, житлові приміщення для вчителів тощо». У свою чергу на мусульманську громаду були покладені обов'язки: «Берегти державне надбання…», «…зі своїх коштів здійснювати оплату всіх поточних витрат, як то: на ремонт, страхування, охорону…». 19 грудня 1923 року був затверджений Статут Харківської мусульманської парафіяльної релігійної громади, метою діяльності якої зазначалось «об'єднання громадян мусульманського віросповідання в районі Харківської губернії». До правління громади входили: Узбяков Р. А., Бахтіозін А. К., Утюшев У. І., Тугеєв У. А., Трегупов Х. Р., Агішов М. А., Байбеков І. Б.
У 1926 році мусульманська громада міста налічувала 614 осіб. Серед них: 328 чоловіків та 286 жінок (членами громади вважалися особи у віці 18 років і старше); 242 неписьменних, 343 — малограмотні, 21 з середньою і 8 з вищою освітою; 146 — робітники, 102 — службовці, кустарі і торговці, відповідно, 53 та 51; більша частина жінок (229) були «домогосподарками».

### Міжвоєнні роки
Імама Мухамеда Узбякова у роки Сталінських репресій було заарештовано, через деякий час після звільнення (квітень 1933 року) він помер. У 1936 році мечеть була зруйнована радянською владою, яка заявляла, що вона перешкоджає вільній течії річки, розширення і облаштування русла якої і стало формальною причиною знесення. Три збережені будівлі були перетворені на житлові будинки, які, в основному, були зайняті саме представниками мусульманської громади. Післявоєнні роки відзначились жорстким контролем з боку влади, Мінир-абзий Курмашев (спадкоємний мулла) проводив релігійні обряди (нікахи, читання дуа) в різних місцях — на пустирі поблизу мусульманського цвинтаря, в будинках мусульман. Інколи такі обряди проводились за присутності міліціонерів.

### Новітня історія
28 серпня 1991 року в Харківській обласній раді був зареєстрований Статут громади мусульман. Мусульманська недільна школа повернулась у своє колишнє приміщення, яке було до того зайняте під особисте житло. У 1999 році розпочалась відбудова мечеті на тому ж місці. Вона супроводжувалась рядом конфліктів з місцевими жителями, які стверджували, що будівництво призведе до руйнування сусідніх старих будинків. Восени 2000 року був виритий котлован під фундамент, під час закладання якого був виявлений фундамент колишньої мечеті. 21 вересня 2004 року на куполі й мінареті були встановлені мусульманські символи — півмісяці. На даний час продовжуються роботи по внутрішньому оздобленні та завершенні будівельних робіт. У 2006 році було відзначене сторіччя від дня відкриття соборної мечеті.

## Архітектура
Колишня будівля мечеті мала громовідвід, а мінарет і стеля були залізобетонними конструкціями, що було основною вимогою губернатора при затвердженні технічного протоколу будівництва. До комплексу будівель, який включав і мечеть, входила також мусульманська школа (мектеб), яка згодом стала функціонувати як національна татарська.
Відновлена мечеть має один мінарет, на вершині якого буде встановлений відтворюючий пристрій (замість традиційного муедзина), запис якого закликатиме віруючих до молитви.

## Прихожани
Основними вірянами є місцеві татари, турки.  

## Галерея

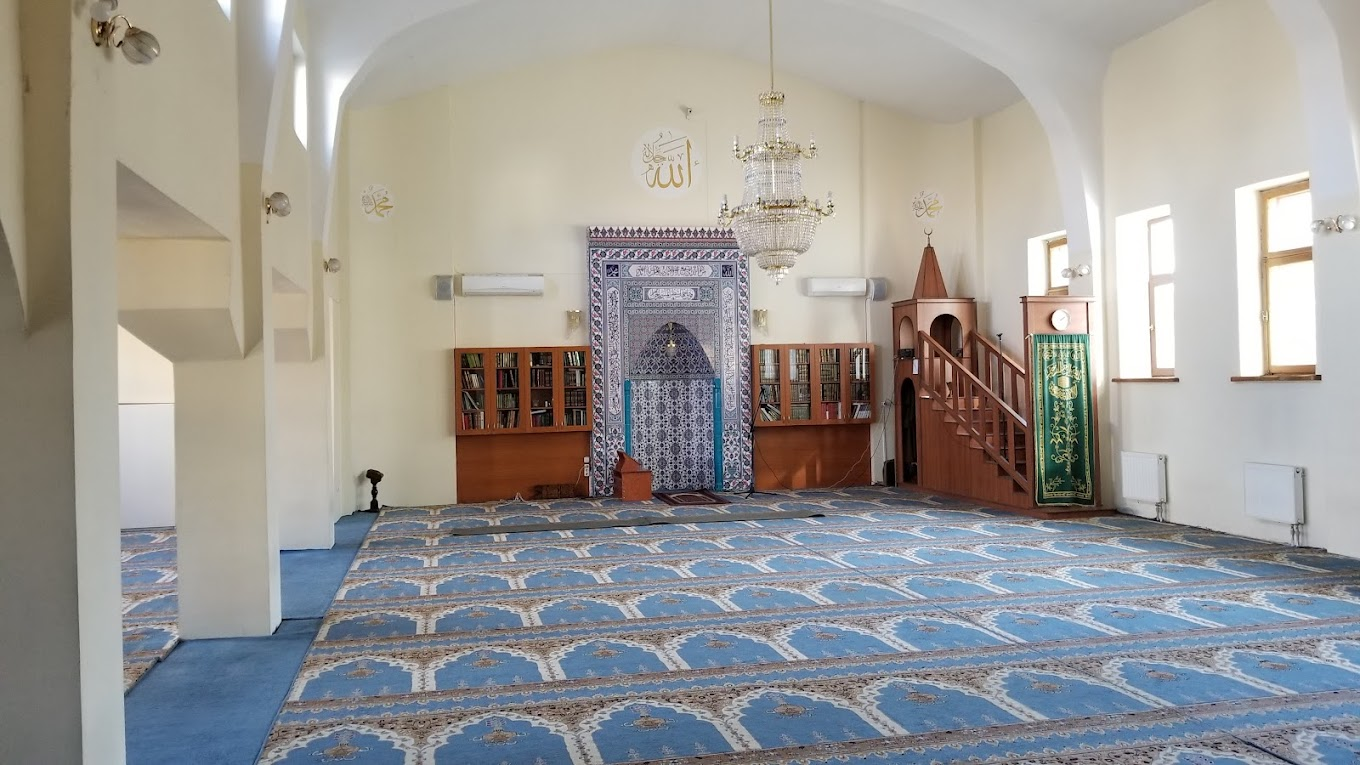
Молитовна зала
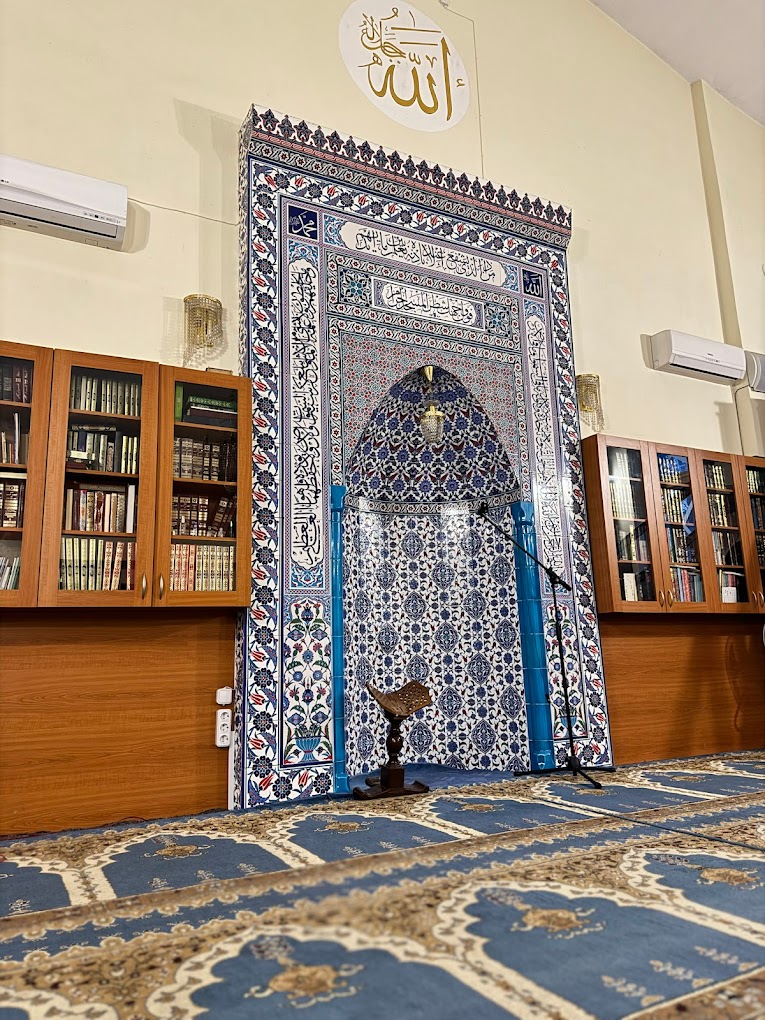
Міхраб